# Cecilia Zanuso
Cecilia Zanuso (Milano, 24 gennaio 1958) è una montatrice italiana.

## Biografia
Originaria di Milano, prima di entrare nell'ambiente del cinema italiano, Zanuso lavorò negli Stati Uniti.
Il suo primo film come montatrice fu Americano rosso di Alessandro D'Alatri. Successivamente Zanuso collaborò con svariati registi fra cui Paolo Virzì e Cristina Comencini, divenendo una professionista piuttosto nota. Per il suo lavoro ha ricevuto tre David di Donatello e due Nastri d'argento.

## Filmografia

### Cinema
- Americano rosso, regia di Alessandro D'Alatri (1991)
- Obiettivo indiscreto, regia di Massimo Mazzucco (1992)
- Bonus Malus, regia di Vito Zagarrio (1993)
- Il giudice ragazzino, regia di Alessandro Di Robilant (1994)
- Senza pelle, regia di Alessandro D'Alatri (1994)
- La vera vita di Antonio H., regia di Enzo Monteleone (1994)
- America, regia di Fabrizio Ruggirello (1995)
- Pasolini, un delitto italiano, regia di Marco Tullio Giordana (1995)
- Storie d'amore con i crampi, regia di Pino Quartullo (1995)
- Ferie d'agosto, regia di Paolo Virzì (1996)
- Un angelo a New York, regia di Vinicius Mainardi (1996)
- Uomo d'acqua dolce, regia di Antonio Albanese (1997)
- Viola bacia tutti, regia di Giovanni Veronesi (1998)
- I giardini dell'Eden, regia di Alessandro D'Alatri (1998)
- Matrimoni, regia di Cristina Comencini (1998)
- Il mio West, regia di Giovanni Veronesi (1998)
- La stanza dello scirocco, regia di Maurizio Sciarra (1998)
- Ormai è fatta!, regia di Enzo Monteleone (1999)
- Se fossi in te, regia di Giulio Manfredonia (2001)
- Il più bel giorno della mia vita, regia di Cristina Comencini (2002)
- El Alamein - La linea del fuoco, regia di Enzo Monteleone (2002)
- Caterina va in città, regia di Paolo Virzì (2003)
- La bestia nel cuore, regia di Cristina Comencini (2005)
- N (Io e Napoleone), regia di Paolo Virzì (2006)
- L'uomo di vetro, regia di Stefano Incerti (2007)
- Bianco e nero, regia di Cristina Comencini (2008)
- Nazirock - Come sdoganare la svastica e i saluti romani, regia di Claudio Lazzaro – documentario (2008)
- Si può fare, regia di Giulio Manfredonia (2008)
- Complici del silenzio, regia di Stefano Incerti (2009)
- Omaggio a Roma, regia di Franco Zeffirelli – documentario (2009)
- Un altro mondo, regia di Silvio Muccino (2010)
- Qualunquemente, regia di Giulio Manfredonia (2011)
- Cose dell'altro mondo, regia di Francesco Patierno (2011)
- All'ultima spiaggia, regia di Gianluca Ansanelli (2012)
- Tutti i santi giorni, regia di Paolo Virzì (2012)
- Tutto tutto niente niente, regia di Giulio Manfredonia (2012)
- Controra, regia di Rossella De Venuto (2013)
- Stai lontana da me, regia di Alessio Maria Federici (2013)
- Il capitale umano, regia di Paolo Virzì (2013)
- La pazza gioia, regia di Paolo Virzì (2016)
- Tutto quello che vuoi, regia di Francesco Bruni (2017)
- Come prima, regia di Tommy Weber (2021)
- Malamore, regia di Francesca Schirru (2025)

### Televisione
- Scarpette bianche, regia di Marco Tullio Giordana – cortometraggio TV documentario (1996)
- Il gruppo, regia di Anna Di Francisca – film TV (2001)
- Il tunnel della libertà, regia di Enzo Monteleone – miniserie TV (2004)
- L'angelo di Sarajevo, regia di Enzo Monteleone – miniserie TV (2015)
- Duisburg - Linea di sangue, regia di Enzo Monteleone – film TV (2019)

## Riconoscimenti

### David di Donatello
- 1996: Vinto - Miglior montatore per Pasolini, un delitto italiano di Marco Tullio Giordana
- 1999: Nomination - Miglior montatore per Matrimoni di Cristina Comencini
- 2000: Nomination - Miglior montatore per Ormai è fatta! di Enzo Monteleone
- 2003: Vinto - Miglior montatore per El Alamein - La linea del fuoco di Enzo Monteleone
- 2006: Nomination - Miglior montatore per La bestia nel cuore di Cristina Comencini
- 2009: Nomination - Miglior montatore per Si può fare di Giulio Manfredonia
- 2014: Vinto - Miglior montatore per Il capitale umano di Paolo Virzì

### Ciak d'oro
- 1996: Miglior montaggio per Ferie d'agosto[2]
- 2014: Miglior montaggio per Il capitale umano[3]
- 2017: Miglior montaggio per La pazza gioia[4]

### Nastro d'argento
- 1999: Vinto - Migliore montaggio per I giardini dell'Eden di Alessandro D'Alatri
- 2000: Nomination - Migliore montaggio per Ormai è fatta! di Enzo Monteleone
- 2003: Nomination - Migliore montaggio per El Alamein - La linea del fuoco di Enzo Monteleone
- 2004: Nomination - Migliore montaggio per Caterina va in città di Paolo Virzì
- 2006: Nomination - Migliore montaggio per La bestia nel cuore di Cristina Comencini
- 2014: Vinto - Migliore montaggio per Il capitale umano di Paolo Virzì